# Division of Laura Lee
Division Of Laura Lee es un grupo de músicos y patinadores o skaters procedentes de Vänersborg, Suecia, muy influenciados por el post-punk, el britpop y la escena musical DC (Dischord Records). Actualmente la banda reside en Gothenburg, en su país de origen. Dos de sus miembros fundadores pertenecen también al grupo Frantic Mantis.
Su nombre se refiere a Laura Lee, cantante de soul, y en cuanto a "Division Of", lo leyeron en una caja de cartón que vieron en el lugar donde practicaban.

## Integrantes

### Formación actual
- Håkan Johansson - batería
- Per Stålberg - vocal, guitarra
- Jonas Gustafsson - bajo, vocal de apoyo
- David Fransson - guitarra, vocal de apoyo

### Exintegrantes
- Henrik Röstberg - guitarra (1997 - 1999)

## Discografía

### Álbumes de estudio
- 2002: "Black City" (Burning Heart Records, Epitaph Records)
- 2004: "Das Not Compute" (Burning Heart Records, Epitaph Records)
- 2008: "Violence is Timeless" (I Made This)
- 2013: "Tree" (Oh Really!?)
- 2020: "Apartment" (Welfare Sounds)

### Recopilaciones
- 1999: "At the Royal Club" (Arabesque)
- 2003: "97-99" (Lovitt Records)

### Sencillos en CD
- Trapped In (Burning Heart 2003)
- BlackCity (Burning Heart 2002)
- Need To Get Some (Burning Heart 2002)
- Pretty Electric (Burning Heart/Green Hell 2001)

### Sencillos en vinilo
- split 7" with Impel (Carcrash Records 1999)
- split 7" with Milemarker (Elephant Kids 1998)
- There Is A First Time For Everything 7" (Dolt Records 1998)